# Fluorokinolon
Fluorokinoloni so antibiotiki širokega spektra aktivnosti (oznaka ATC zanje je J01MA), delujejo pa predvsem proti gramnegativnim bakterijam, posebno uporabni so proti Pseudomonas aeruginosa. Trenutno so na trgu že antibiotiki četrte generacije fluorokinolonov. Dajejo se peroralno, se dobro absorbirajo, zato je koncentracija v tkivih in tekočinah dokaj visoka in so uporabni tudi na primer pri pljučnici.

## Izvor
So derivati kinolonov (ATC-oznaka J01MB), kot sta na primer nalidiksna kislina in oksolinska kislina, na katere je s kemijsko reakcijo dodan fluorid.  Tako je nastala nova skupina antibiotikov, za katere je značilen širok spekter delovanja (nalezljive bolezni, ki vključujejo tudi bolezni kože in okužbe dihal). Zaradi vsesplošne uporabnosti in varnosti so postali alternativa penicilinom in cefalosporinom.

## Stranski učinki
Fluorokinoloni povzročajo pri 3–6 % ljudi stranske učinke, kot so slabost, bljuvanje in driska, pa tudi glavobole, zmedenost in vrtoglavico. Poleg teh stranskih učinkov glede na študije na mladih živalih predvidevajo, da so v nekaterih primerih lahko toksični za sklepni hrustanec, zato se pri otrocih in nosečnicah uporabljajo ti antibiotiki le izjemoma. Novejše raziskave kažejo, da je negativen vpliv na sklepe pri fluorokinonih 3. generacije  pri otrocih že v približno enakem odstotku kot pri odraslih in si prizadevajo, da bi jih začeli uporabljati več tudi v pediatriji.

## Delovanje
Delovanje fluorokinolonov je usmerjeno specifično na girazo. S tem zavira podvojevanje DNK, povzroča pa tudi mutacije DNK, kar lahko sklepamo po induciranem SOS-sistemu (v E. coli), učinek delovanje se pokaže po 2–3 urni izpostavitvi, kar imenujemo postantibiotični učinek. Bakterije so kmalu preko mutacij postale odporne na fluorokinolone. Najpogostejši mehanizmi odpornosti so trije: izčrpavanje antibiotika iz celice, mutacija giraze na mestu vezave antibiotika, da le-ta nanjo več ne more delovati in zmanjšana prepustnost za antibiotik skozi membrano. Mutacija giraze je posledica mutacije bakterijske DNK, ki privede do spremembe aminokislinskega zaporedja.

## Rezerva v primeru terorističnega napada
Fluorokinoni so poleg doksicilina predvideni kot antibiotiki, ki ga naj imajo države v velikih zalogah za primer, če bi prišlo do večjega bioterorističnega napada. Primerjalne študije med njima so pokazale približno enako aktivnost, s tem, da so fluorokinoni večkrat dražji kot doksicilin. Zaradi tega je doksicilin predviden kot osnovna zaloga za boj proti bioterorizmu.

## Predstavniki

### Prva generacija
Prva generacija kinolonskih učinkovin v molekuli nima vezanega fluora (gre za kinolonske, ne pa fluorokinolonske antibiotike)
- cinoksacin (Cinobac) (umaknjen)
- flumekin (Flubactin)
- nalidiksna kislina (NegGam, Wintomylon)
- oksolinska kislina  (Uroxin)
- piremidna kislina (Panacid)
- pipemida kislina (Dolcol)
- rosoksacin (Eradacil)

### Druga generacija
- ciprofloksacin (Ciprobay, Cipro, Ciproxin)
- enoksacin (Enroxil, Penetrex)(umaknjen)
- fleroksacin (Megalone, Roquinol) (umaknjen)
- lomefloksacin (Maxaquin)
- nadifloksacin (Acuatim, Nadoxin, Nadixa)
- norfloksacin (Lexinor, Noroxin, Quinabic, Janacin)
- ofloksacin (Floxin, Oxaldin, Tarivid)
- pefloksacin (Peflacine)
- rufloksacin (Uroflox)

### Tretja generacija
Fluorokinolonski antibiotiki so za razliko od predhodnikov učinkoviti tudi proti streptokokom.
- balofloksacin (Baloxin)
- gatifloksacin (Tequin, Zymar) (umaknjen)[10] Včasih uvrščen tudi v 4. generacijo.[11][12]
- grepafloksacin (Raxar) (umaknjen)
- levofloksacin (Cravit, Levaquin)
- moksifloksacin (Avelox,Vigamox)
- pazufloksacin (Pasil, Pazucross)
- sparfloksacin (Zagam)
- temafloksacin (Omniflox) (umaknjen)[12]
- tosufloksacin (Ozex, Tosacin)

### Četrta generacija
- klinafloksacin
- gemifloxacin (Factive)
- sitafloksacin (Gracevit)
- trovafloksacin (Trovan) (umaknjen)
- prulifloksacin (Quisnon)